# Giovanni Maria Verdizotti
Giovanni Maria Verdizotti, född 1530 i Venedig, död där 1600, var en italiensk konstnär.
Verdizotti härstammade från en prominent mantuansk familj och var väl utbildad. Han tillhörde Tizians närmaste vänner och i sitt måleri nära knuten till denne.